# Aegus peterseni
Aegus peterseni es una especie de coleóptero de la familia Lucanidae.

## Distribución geográfica
Habita en el Archipiélago Bismarck (Papúa Nueva Guinea).